# Лысенко, Данил Сергеевич
Дани́л Серге́евич Лысе́нко (род. 19 мая 1997, Бирск, Башкортостан) — российский легкоатлет, специализирующийся в прыжках в высоту. Чемпион мира в помещении 2018 года. Серебряный призёр чемпионата мира 2017 года. Трёхкратный чемпион России (2017, 2023, 2025). Двукратный чемпион России в помещении (2018, 2023). Мастер спорта России международного класса (2016).

## Биография
Начал заниматься лёгкой атлетикой в бирской ДЮСШ «Юность» под руководством Николая Михайловича Ковальского. Позже также стал заниматься у Евгения Петровича Загорулько.
Дебютировал на международной арене в 2013 году. Чемпион юношеских Олимпийских игр 2014 года. Победитель Мемориала братьев Знаменских 2017 года.
В 2017 году на чемпионате мира в Лондоне выиграл серебряную медаль с результатом 2,32 м, позже на турнире в Эберштадте установил личный рекорд — 2,38 м. В июле 2018 года победил в «Бриллиантовой лиге» с личным рекордом 2,40 м.
С 3 августа 2018 года отстранён от международных соревнований (см. раздел «Допинг-скандал» ниже ).
В августе 2022 года возобновил участие во внутрироссийских соревнованиях.
В марте 2023 года победил на чемпионате России в помещении, а в августе выиграл летний чемпионат России.
В 2024 году завоевал золото на турнире «Русская зима», чемпионате России в помещении, командном чемпионате России, играх БРИКС и чемпионате России.
В 2025 году выиграл турнир «Русская зима», Кубок России по лёгкой атлетике и Кубок сильнейших спортсменов в Бресте, где показал лучший результат сезона в мире — 2,35 м.

## Основные результаты

### Международные
| Год  | Соревнования                                | Место проведения          | Место | Результат |
| ---- | ------------------------------------------- | ------------------------- | ----- | --------- |
| 2013 | Европейский юношеский Олимпийский фестиваль | Утрехт, Нидерланды        | 1     | 2,08 м    |
| 2014 | Чемпионат мира среди юниоров                | Юджин, США                | 6     | 2,22 м    |
| 2014 | Летние юношеские Олимпийские игры           | Нанкин, Китай             | 1     | 2,20 м    |
| 2015 | Чемпионат Европы среди юниоров              | Эскильстуна, Швеция       | 5     | 2,17 м    |
| 2017 | Чемпионат мира                              | Лондон, Великобритания    | 2     | 2,32 м    |
| 2018 | Чемпионат мира в помещении                  | Бирмингем, Великобритания | 1     | 2,36 м    |

### Национальные
| Год  | Соревнования                 | Место проведения | Место | Результат |
| ---- | ---------------------------- | ---------------- | ----- | --------- |
| 2016 | Чемпионат России в помещении | Москва           | 3     | 2,28 м    |
| 2016 | Чемпионат России             | Чебоксары        | 2     | 2,28 м    |
| 2017 | Чемпионат России в помещении | Москва           | 2     | 2,30 м    |
| 2017 | Чемпионат России             | Жуковский        | 1     | 2,32 м    |
| 2018 | Чемпионат России в помещении | Москва           | 1     | 2,33 м    |
| 2023 | Чемпионат России в помещении | Москва           | 1     | 2,34 м    |
| 2023 | Чемпионат России             | Челябинск        | 1     | 2,33 м    |

## Допинг-скандал
С 3 августа 2018 года был временно отстранён от международных соревнований из-за пропуска сдачи допинг-проб. В мае 2019 года в отношении Лысенко было заведено дело в World Athletics в связи с подделкой документов о прохождении допинг-тестов. Лысенко предоставил поддельные документы о том, что не смог пройти допинг-тесты из-за болезни. Оказалось, что все данные клиники, в которой лечился Данил, от регистрационного номера до имён врачей были выдуманными, а по указанному адресу больницы находится разрушенное здание. Инцидент с Лысенко имел серьёзные последствия для Всероссийской федерации легкой атлетики (ВФЛА). В январе 2020 года орган по борьбе с негативными явлениями в лёгкой атлетике (Athletics Integrity Unit) рекомендовал совету Всемирной легкоатлетической ассоциации рассмотреть полное исключение ВФЛА из состава своей организации в случае подтверждения обвинений по делу Данила Лысенко. Были приостановлены действия государственной аккредитации ВФЛА до 1 марта 2020 года. 3 февраля 2020 года Президиум Всероссийской федерации легкой атлетики сложил с себя полномочия и подал в отставку.   
По мнению бывшего главы Российского антидопингового агентства (РУСАДА) Григория Родченкова:
В случае с Лысенко имело место невероятное жульничество. В результате [глава World Athletics] Себастьян Коу готов исключить российских легкоатлетов из мирового спорта навечно.

### Комментарии
1. ↑  Запрет был также наложен на деятельность президента и исполнительного директора Российской федерации легкой атлетики Дмитрия Шляхтина[пол.] и Александра Паркина[28]
2. ↑  После сочинской Олимпиады бежал в США, где скрывается в рамках программы защиты свидетелей

### Сноски
1. 1 2  Danil Lysenko // World Athletics database
2. 1 2  Выступал как  Нейтральный атлет
3. ↑  Приказ "О присвоении спортивного звания «Мастер спорта России международного класса» от 07 сентября 2016 г. № 133 нг. Дата обращения: 28 августа 2017. Архивировано 12 октября 2017 года.
4. ↑  МАУ ДО ДЮСШ «Юность». Дата обращения: 5 августа 2017. Архивировано 5 августа 2017 года.
5. ↑  Данил Лысенко: Мои успехи — это и огромный плод усилий моих тренеров — Николая Михайловича Ковальского и Евгения Петровича Загорулько. Дата обращения: 18 сентября 2017. Архивировано 2 марта 2018 года.
6. ↑  Данил Лысенко выступит на международных соревнованиях в Германии. Дата обращения: 18 сентября 2017. Архивировано 2 марта 2018 года.
7. ↑  Легкоатлет Лысенко сказал, что чувствует прогресс в работе с тренером Загорулько. Дата обращения: 5 августа 2017. Архивировано 5 августа 2017 года.
8. ↑  Данил Лысенко: Клишина красивая. Я её стесняюсь. Дата обращения: 4 августа 2017. Архивировано из оригинала 2 августа 2017 года.
9. ↑  Данил Лысенко: «Допуск к международным стартам был неожиданным». Дата обращения: 4 августа 2017. Архивировано 22 июля 2017 года.
10. ↑  Данил Лысенко победил в прыжках в высоту на Мемориале братьев Знаменских. Дата обращения: 4 августа 2017. Архивировано 8 июля 2017 года.
11. ↑  «Бирский кузнечик» Лысенко допрыгнул до серебра. Дата обращения: 18 сентября 2017. Архивировано 17 сентября 2017 года.
12. ↑  Подарок для тренера от Лысенко. Дата обращения: 28 августа 2017. Архивировано 28 августа 2017 года.
13. ↑  39 Internationales Hochsprung-Meeting. Дата обращения: 28 августа 2017. Архивировано 14 мая 2018 года.
14. 1 2  Российский легкоатлет Лысенко оспорит свое отстранение в CAS. Дата обращения: 13 августа 2018. Архивировано 13 августа 2018 года.
15. ↑  Самый талантливый атлет России вернулся после скандала. Лысенко обманул всех и был наказан. Дата обращения: 2 марта 2023. Архивировано 28 февраля 2023 года.
16. ↑  Данил Лысенко завоевал золото в прыжках в высоту на ЧР по лёгкой атлетике в помещении. Дата обращения: 6 марта 2023. Архивировано 6 марта 2023 года.
17. ↑  Данил Лысенко завоевал золото в прыжках в высоту на чемпионате России — 2023. Дата обращения: 7 августа 2023. Архивировано 7 августа 2023 года.
18. ↑  Прыгуны в высоту Иванюк и Лысенко стали победителями «Русской зимы». Championat.com. — новость. Дата обращения: 25 июня 2025.
19. ↑  Легкоатлет Лысенко стал победителем чемпионата России в помещении в прыжках в высоту. ТАСС. — новость. Дата обращения: 25 июня 2025.
20. ↑  Лысенко выиграл золото в прыжках в высоту на командном чемпионате России, Иванюк — третий. Матч ТВ. — новость. Дата обращения: 25 июня 2025.
21. ↑  Лысенко завоевал золото в прыжках в высоту на Играх БРИКС. РИА Новости. — новость. Дата обращения: 25 июня 2025.
22. ↑  Прыгун в высоту Данил Лысенко стал чемпионом России — 2024, обойдя Илью Иванюка. Championat.com. — новость. Дата обращения: 25 июня 2025.
23. ↑  Легкоатлеты Кнороз и Лысенко победили на турнире "Русская зима". Российская газета. — новость. Дата обращения: 25 июня 2025.
24. ↑  Кубок России. Лысенко, Каграманова, Бездольный, Худяков, Чижиков, Прохорец, Погребняк одержали победы, другие результаты. Sports. — новость. Дата обращения: 25 июня 2025.
25. ↑  Наши легкоатлеты готовы удивлять мир, а Лысенко угрожает: «Это будет скоро». Московский комсомолец. — новость. Дата обращения: 15 июля 2025.
26. ↑  Российских олимпийских чемпионов подозревают в допинге. Дата обращения: 11 июля 2022. Архивировано 18 мая 2021 года.
27. ↑  Президиум ВФЛА сложил с себя полномочия / iz.ru, 3 февраля 2020. Дата обращения: 3 февраля 2020. Архивировано 3 февраля 2020 года.
28. ↑  Погряз в обмане: глава лёгкой атлетики России обвинен в махинациях. Дата обращения: 28 июля 2020. Архивировано 10 июня 2020 года.
29. ↑  Григорий Родченков: российским спортсменам на Олимпиаде в Токио не место Архивная копия от 27 июля 2020 на Wayback Machine, BBC, 28.07.2020